# Heterometrus
Heterometrus este un gen de scorpioni din familia Scorpionidae. El este un extraordinar vânător de nevertebrate terestre. Din cauză că nu posedă o cantitate foarte mare de venin, acest artropod își folosește, de obicei, cleștii groși pentru a-și imobiliza victima, a-i rupe corpul și a-l fărâmița înainte de a-l mânca.

## Descriere
Dintre toate speciile de scorpioni, cele care aparțin genului Heterometrus au dimensiuni mai mari. Una dintre acestea, H. swammerdami, care trăiește în India și în Sri Lanka, poate ajunge să măsoare 20 de centimetri lungime și să atingă o greutate de 32 de grame.

## Habitat
Spre deosebire de speciile din celelalte familii de scorpioni, care trăiesc în zonele uscate și stâncoase, scorpionii negri pot fi întâlniți, de obicei, în zonele relativ umede, mai precis în pădurile din regiunile tropicale.

## Observații
Deși majoritatea scorpionilor din familia scorpionidelor sunt puțin periculoși pentru om, veninul lor având un grad de toxicitate redus, au fost semnalate cazuri de otrăvire cauzate de înțepătura unei specii din genul Heterometrus.

## Taxonomie
Genul a fost introdus de C.G. Ehrenberg (în Hemprich & Ehrenberg, 1828), inițial ca subgen al genului Buthus. A fost ridicat la rang de gen de către F. Karsch în 1879. 
H.W.C. Couzijn (1978, 1981) a subdivizat genul în câteva subgenuri, dar F. Kovařík (2004) a sinonimizat aceste subgenuri cu genul nominal.

### Diversitate
Conținutul acestui gen poate varia, în funcție de autoritate. Cel puțin 33 de specii sunt cunoscute, majoritatea din ele aparent fiind foarte similare:
- Heterometrus barberi (Pocock, 1900)
- Heterometrus beccaloniae (Kovařík, 2004)
- Heterometrus bengalensis (C.L. Koch 1841)
- Heterometrus cimrmani (Kovařík, 2004)
- Heterometrus cyaneus (C.L. Koch, 1836)
- Heterometrus flavimanus (Pocock, 1900)
- Heterometrus fulvipes (C.L. Koch, 1837)
- Heterometrus gravimanus (Pocock, 1894)
- Heterometrus indus (DeGeer, 1778)
- Heterometrus kanarensis (Pocock, 1900)
- Heterometrus keralaensis (Tikader & Bastawade, 1983)
- Heterometrus laoticus (Couzijn, 1981)
- Heterometrus latimanus (Pocock, 1894)
- Heterometrus liangi (Zhu & Yang, 2007)
- Heterometrus liophysa (Thorell, 1888)
- Heterometrus liurus (Pocock, 1897)
- Heterometrus longimanus (Herbst, 1800)
- Heterometrus madraspatensis (Pocock, 1900)
- Heterometrus mysorensis (Kovařík, 2004)
- Heterometrus nepalensis (Kovařík, 2004)
- Heterometrus petersii (Thorell, 1876)
- Heterometrus phipsoni (Pocock, 1893)
- Heterometrus rolciki (Kovařík, 2004)
- Heterometrus scaber (Thorell, 1876)
- Heterometrus sejnai Kovařík, 2004
- Heterometrus spinifer (Ehrenberg, 1828)
- Heterometrus swammerdami (Simon, 1872)
- Heterometrus telanganaensis (Javed, Mirza, Tampal & Lourenço, 2010)
- Heterometrus thorellii (Pocock, 1897)
- Heterometrus tibetanus (Lourenço, Qi & Zhu, 2005)
- Heterometrus tristis (Henderson, 1919)
- Heterometrus ubicki (Kovařík, 2004)
- Heterometrus wroughtoni (Pocock, 1899)
- Heterometrus xanthopus (Pocock, 1897)